# Teknikåret 1978

## Händelser

### Januari
- Januari - Heathkits H8-dator levereras.[1]

### Juli
- Juli - Marvin Leedom från RCA Laboratories demonstrerar  CED SDT200.[2]

### December
- 15 december - Laserdisc kommer till marknaden av Philips och MCA som "Disco Vision".[3]

### Okänt datum
- Texas Instruments introducerar Speak & Spell, ett talande läromedel för barn i åldrarna 7 år och uppåt [4]
- Cirka 10 tillverkningsföretag tillverkar nu 5 ¼-disketter, som introducerades 1976 [4]
- VAX 11/780 från Digital Equipment Corporationinnehåller möjligheten att adressera upp till 4,3 gigabyte på virtuellt minne, vilket ger hundratals gånger kapaciteten hos de flesta minidatorer [4].

## Avlidna
- 6 augusti - Victor Hasselblad, 72, skapare av Hasselbladskameran.[5]